# Odynerus adulescens
Odynerus adulescens är en stekelart som beskrevs av Giordani Soika. Odynerus adulescens ingår i släktet lergetingar, och familjen Eumenidae. Inga underarter finns listade i Catalogue of Life.